# Сяхе
35°12′09″ пн. ш. 102°31′18″ сх. д. / 35.2025595° пн. ш. 102.5217319° сх. д.
Сяхе (кит. 夏河县, пін. Xiàhé Xiàn) — один із повітів КНР у складі Ганьнань-Тибетської автономної префектури, провінція Ганьсу. Адміністративний центр — містечко Лабранг.

## Географія
Сяхе розташовується на півночі префектури у межах пасма Наньшань.

### Клімат
Повіт знаходиться у зоні, котра характеризується континентальним субарктичним кліматом. Найтепліший місяць — липень із середньою температурою 13,7 °C. Найхолодніший місяць — січень, із середньою температурою -8,1 °С.
| Клімат повіту Сяхе      | Клімат повіту Сяхе | Клімат повіту Сяхе | Клімат повіту Сяхе | Клімат повіту Сяхе | Клімат повіту Сяхе | Клімат повіту Сяхе | Клімат повіту Сяхе | Клімат повіту Сяхе | Клімат повіту Сяхе | Клімат повіту Сяхе | Клімат повіту Сяхе | Клімат повіту Сяхе | Клімат повіту Сяхе |
| Показник                | Січ.               | Лют.               | Бер.               | Квіт.              | Трав.              | Черв.              | Лип.               | Серп.              | Вер.               | Жовт.              | Лист.              | Груд.              | Рік                |
| Середній максимум, °C   | 2,1                | 4,2                | 7,9                | 12,4               | 15,7               | 18,2               | 20,5               | 20,2               | 16,3               | 11,7               | 7,6                | 3,7                | 11,7               |
| Середня температура, °C | −8,1               | −5,3               | −0,8               | 4,2                | 8,3                | 11,5               | 13,7               | 12,9               | 9,1                | 3,8                | −2,1               | −6,6               | 3,4                |
| Середній мінімум, °C    | −15,3              | −12,2              | −6,9               | −1,8               | 2,5                | 6                  | 8,2                | 7,3                | 4,3                | −1,4               | −8,5               | −13,8              | −2,6               |
| Норма опадів, мм        | 2.2                | 3.8                | 11.7               | 25.9               | 61.2               | 73.7               | 89.5               | 73.6               | 71.3               | 31.3               | 3.5                | 1.3                | 449                |
| Вологість повітря, %    | 44                 | 47                 | 52                 | 56                 | 62                 | 68                 | 72                 | 73                 | 74                 | 68                 | 53                 | 45                 | 59.5               |
| ----------------------- | ------------------ | ------------------ | ------------------ | ------------------ | ------------------ | ------------------ | ------------------ | ------------------ | ------------------ | ------------------ | ------------------ | ------------------ | ------------------ |
| Джерело: data.cma.cn    |                    |                    |                    |                    |                    |                    |                    |                    |                    |                    |                    |                    |                    |